# Oranjestad
Oranjestad – stolica i największe miasto kraju autonomicznego Aruba, należącego do Holandii, w Ameryce Południowej. 1 stycznia 2020 r. liczyło 28 658 mieszkańców, należy do dwóch regionów Oranjestad-Oost i Oranjestad-West. Leży na zachodnim brzegu wyspy,
Miasto zostało zbudowane wokół twierdzy Zoutman, zaraz po jego wzniesieniu w 1796. Twierdza ta jest jedną z głównych atrakcji miasta, inna to wieża Wilhelma III, znajdujące się niedaleko twierdzy. W architekturze miejskiej widać duże podobieństwo do budynków holenderskich, ale z lokalnymi wpływami. Znajduje się tu również Biblioteka Narodowa Aruby (Biblioteca Nacional Aruba), synagoga Beth Israel oraz jedyny szpital na wyspie Horacio Oduber Hospital.

## Transport

### Drogowy
Od 2013 r. w mieście jeździ tramwaj zasilany wodorem. Ponadto największym publicznym przewoźnikiem na wyspie jest Arubus, umożliwiając mieszkańcom stolicy wyspy dotarcie do innych miejscowości.

### Morski
Do tutejszego portu morskiego zawijają statki wycieczkowe.

### Lotniczy
Ruch lotniczy w Oranjestadzie jest obsługiwany przez Międzynarodowy Port Lotniczy Królowej Beatrycze.